# Inga calderonii
Inga calderonii är en ärtväxtart som beskrevs av Paul Carpenter Standley. Inga calderonii ingår i släktet Inga och familjen ärtväxter. Inga underarter finns listade i Catalogue of Life.